# Neoeromene herstanella
Neoeromene herstanella là một loài bướm đêm trong họ Crambidae.